# Гелен Арчдейл
Гелен Александер Арчдейл (англ. Helen Archdale; до шлюбу Рассел (Russell); 25 серпня 1876, Ненторн, Шотландія, Велика Британія — 8 грудня 1949, Сент-Джонс-Вуд, Лондон, Велика Британія) — шотландська феміністка, суфражистка і журналістка. Організаторка Шеффілдського відділення Жіночого соціально-політичного союзу, а потім секретарка його ув'язнених у Лондоні.
1914 року, під час Першої світової війни, організовувала навчальні курси для працівниць сільського господарства. 1917 року працювала в Допоміжному корпусі Армії королеви Марії, а 1918 року — в жіночому відділі Міністерства національної служби.

## Життєпис
Народилася в Ненторні, графство Бервікшир, у сім'ї Гелен Еванс (до шлюбу Картер) (1834—1903), однієї з Единбурзької сімки, першої групи жінок, що вступили до британського університету, та Александера Рассела (1814—1876), шотландського журналіста і редактора журналу The Scotsman.
Арчдейл здобула освіту в школі Святого Леонарда, в Сент-Ендрюсі, потім у Сент-Ендрюському університеті (1893—1894), де стала однією з перших жінок-студенток.
1901 року одружилася з капітаном Теодором Монтгомері Арчдейлом, який служив у Індії. Про її перебування в Індії відомо небагато. Повернувшись до Шотландії 1908 року, відразу ж приєдналася до Жіночого соціально-політичного союзу, 1910 року організувавши його Шефілдську філію, найняла Аделу Панкгерст гувернанткою, а 1911 року переїхала в Лондон і зайняла посаду секретарки ув'язнених.
Також працювала письменницею та журналісткою. Від жовтня 1912 року займалася публікаціями ЖСПС у The Suffragette, а від 1915 року писала для її наступника — Britannia. Була першою редакторкою політичного та літературного щотижневого огляду Time & Tide (з невисловленим підтекстом «не для чоловіків»), заснованого 1920 року Маргарет Рондою. У 1930-ті публікувала статті в The Times, Daily News, Christian Science Monitor і Scotsman.
Під час Першої світової війни працювала на різних посадах, зокрема, в останній рік війни — у відділі в справах жінок Міністерства національної служби. Організувала навчальні курси для жінок, задіяних у сільському господарстві, від 1917 року працювала в Допоміжному корпусі армії королеви Марії, а в 1918 році — в жіночому відділі Міністерства національної служби.

## Політична активність

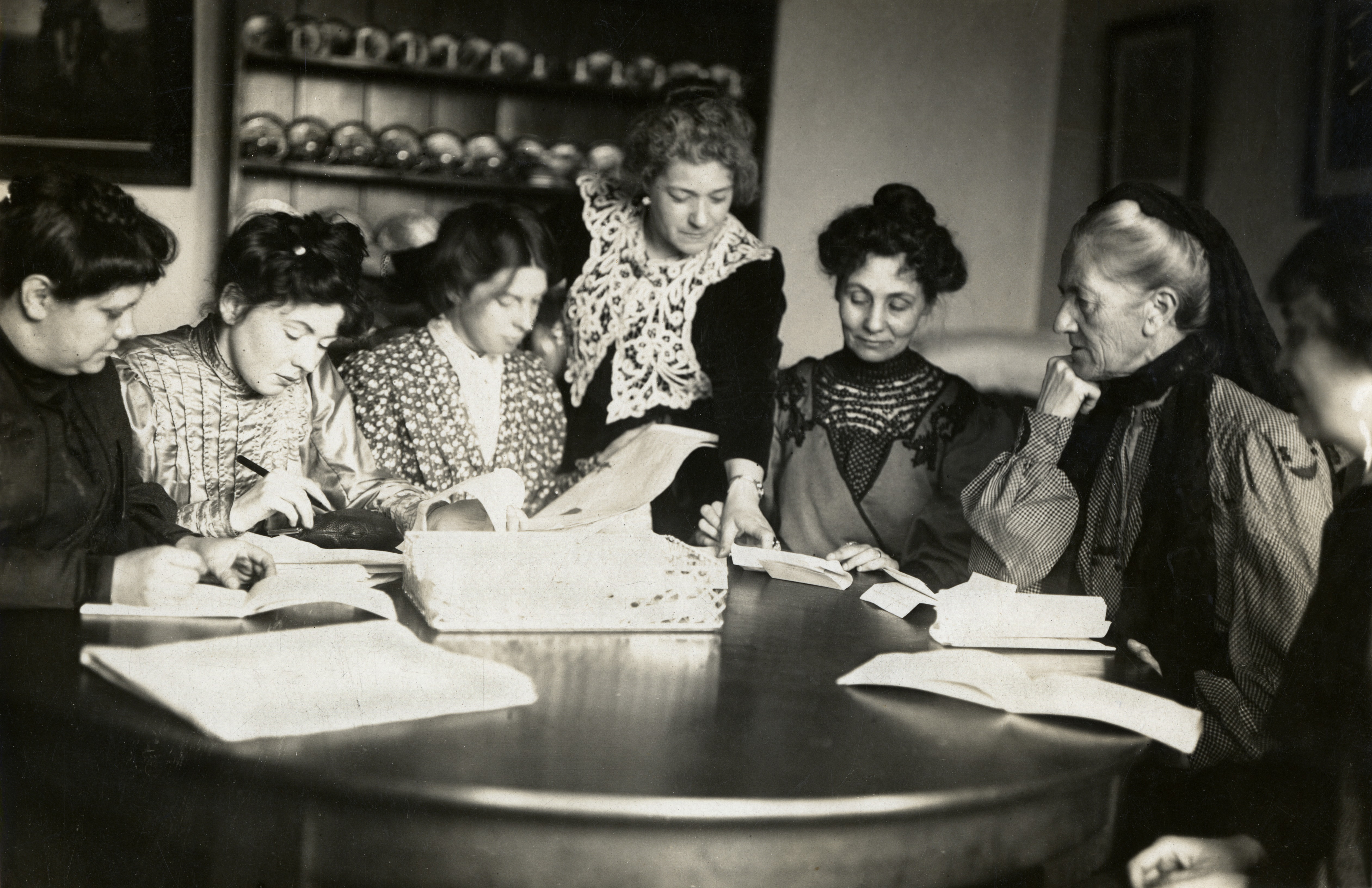
Зібрання лідерів ЖСПС: Флора Драммонд, Кристабель Панкгерст, Енні Кінні, Еммелін Панкгерст, Шарлотт Деспард та інші. 1906—1907

9 жовтня 1909 року брала участь у демонстрації ЖСПС у Единбурзі. Пізніше того ж місяця була заарештована разом з Ганною Мітчелл, Аделою Панкгерст, Мод Йоахим та Кетрін Корбетт у Данді. Їх засудили за порушення правопорядку та зрив зустрічі, яку проводив місцевий депутат Вінстон Черчілль і на яку жінок не було запрошено. Після арешту 20 жовтня всі вони оголосили голодування і були звільнені після чотирьох з десяти призначених днів ув'язнення. Начальник в'язниці та медичний наглядач оцінили, що через особливості «будови» Арчдейл «буде особливо важко годувати насильно».
У грудні 1911 року Арчлейл була засуджена до 2 місяців тюремного ув'язнення за розбите вікно у Вайтголлі. Її дочка Бетті Арчдейл (1907—2000) згадувала, як збирала каміння для матері та відвідувала її у в'язниці Голловей.
Арчдейл була секретаркою, а потім і міжнародною секретаркою групи шести пунктів, яку заснувала Маргарет Ронда. Шістьма цілями групи були:
|                                        | 1. Ухвалення закону про насильство щодо дітей 2. Ухвалення закону про захист овдовілих матерів 3. Ухвалення закону про захист неодружених матерів та їхніх дітей 4. Рівні права опіки та піклування для одружених батьків 5. Рівна оплата праці вчителів 6. Рівні можливості для чоловіків та жінок на державній службі |
| — Spartacus Educational, Гелен Арчдейл | |

1926 року Арчдейл і Ронда разом із Кристал Макміллан і Елізабет Еббот заснували Раду відчинених дверей для сприяння рівним економічним можливостям для жінок з акцентом на економічну емансипацію. Рада виступала проти розширення сфери застосування законодавства про захист жінок у галузі оплачуваної праці, пояснюючи це тим, що основна мета політики такого законодавства — обмеження та фактична заборона доступу до високооплачуваної роботи для жінок, як-от видобуток корисних копалин. Арчдейл також була активісткою міжнародної філії Open Door International, заснованої 1929 року, де Кристал Макміллан була президенткою.
1927 року почала працювати в Женеві, лобіюючи на початку 1930-х договір про рівні права в Лізі Націй. Ліга була першою міжнародною організацією, основною місією якої було підтримання миру в усьому світі. Вона стала секретаркою Комітету зі зв'язків із жіночими міжнародними організаціями, створеного 1931 року як коаліція зі сприяння рівноправності, роззброєнню та представництву жінок у Лізі. Від 1929 до 1934 року очолювала міжнародну організацію «Рівні права», засновану в Гаазі, яка займалася пропагандою рівності жінок і чоловіків у галузі права та професії. Наприкінці 1930-х років була пов'язана зі Світовою жіночою партією.

## Приватне життя
9 жовтня 1901 року пошлюбила капітана, пізніше підполковника, Теодора Монтгомері Арчдейла (1875—1918), який на той час перебував у Індії. Початок подружнього життя провела в Ланкаширі та Індії. Народила двох синів і дочку. Від 1913 року Арчдейл, мабуть, віддалилася від чоловіка.
За словами її біографа Девіда Дугана, вона мала стосунки з Леді Маргарет Рондою: «На початок 1920-х років вона ділила квартиру і разом зі своєю сім'єю заміський будинок (Стоунпітс, Кент) з Леді Рондою».
Гелен Арчдейл померла 8 грудня 1949 року в будинку 17 по Grove Court у Сент-Джонс-вуд (Лондон).